# Zarcero
Zarcero är en ort i Costa Rica.   Den ligger i provinsen Alajuela, i den centrala delen av landet, 40 km nordväst om huvudstaden San José. Zarcero ligger 1 752 meter över havet och antalet invånare är 3 559.
Terrängen runt Zarcero är huvudsakligen kuperad, men norrut är den bergig. Runt Zarcero är det tätbefolkat, med 308 invånare per kvadratkilometer. Närmaste större samhälle är Naranjo, 9,7 km söder om Zarcero. Omgivningarna runt Zarcero är en mosaik av jordbruksmark och naturlig växtlighet.